# 前田隆司
前田 隆司（まえだ たかし、1960年3月25日 - ）は、京都府出身の元サッカー選手、サッカー指導者。現役時代のポジションは、ゴールキーパー。

## 来歴
現役時代はマツダサッカー部、京都パープルサンガなどでプレー。
引退後は指導者の道へ進み、京都パープルサンガや大学のサッカー部などでGKコーチを歴任。2010年からは3年間、東京ヴェルディのGKコーチを務めた。2013年より、AC長野パルセイロのGKコーチに就任。 

## 所属クラブ
- 1975年 - 1977年 京都商業高等学校
- 1978年 - 1981年 国士舘大学
- 1982年  マツダサッカー部
- 1986年  京都紫光サッカークラブ
- 1993年 - 1994年  京都パープルサンガ

## 指導歴
- 1993年 - 1995年  京都パープルサンガ
  - 1993年 - 1994年 トップチーム GKコーチ（選手兼任）
  - 1995年 ユース GKコーチ
- 1998年  京都パープルサンガ GKコーチ
- 2001年  京都パープルサンガユース GKコーチ
- 2003年  アローズ北陸 GKコーチ
- 2005年 大阪学院大学体育会サッカー部 GKコーチ
- 2007年 関西学院大学体育会サッカー部 GKコーチ
- 2010年 - 2012年  東京ヴェルディ GKコーチ
- 2013年 - 2016年  AC長野パルセイロ GKコーチ
- 国士舘大学サッカー部 GKコーチ
- 2024年 -  ノジマステラ神奈川相模原 GKサポートコーチ[3]